# East Ferry
East Ferry is een civil parish in het bestuurlijke gebied West Lindsey, in het Engelse graafschap Lincolnshire. Het ligt op de oostoever van de Trent, tegenover Owston Ferry. Het dorp ontstond in het begin van de dertiende eeuw rond een veerpont. In 2001 telde het dorp 100 inwoners.